# Madapelmus
Madapelmus is een geslacht van kevers uit de familie van de loopkevers (Carabidae). De wetenschappelijke naam van het geslacht is voor het eerst geldig gepubliceerd in 1985 door Dajoz.

## Soorten
Het geslacht Madapelmus omvat de volgende soorten:
- Madapelmus elongatus Dajoz, 1985
- Madapelmus parrottii Baehr, 2007